# Дойранці (Шуменська область)
До́йранці (болг. Дойранци) — село в Шуменській області Болгарії. Входить до складу общини Каолиново.

## Населення
За даними перепису населення 2011 року у селі проживали 489 осіб.
Національний склад населення села:
| Національність   | Кількість осіб | Відсоток |
| ---------------- | -------------- | -------- |
| турки            | 290            | 81,9 %   |
| болгари          | 63             | 17,8 %   |
| цигани           | 0              | 0 %      |
| Всього відповіли | 354            |          |

Розподіл населення за віком у 2011 році:
Динаміка населення: